# Provia argentata
Provia argentata är en fjärilsart som beskrevs av Barnes och Mcdunnough 1910. Provia argentata ingår i släktet Provia och familjen nattflyn. Inga underarter finns listade i Catalogue of Life.